# 散斑竹根七
散斑竹根七（学名：Disporopsis aspersa）为百合科竹根七属下的一个种。

## 扩展阅读
維基物種上的相關：散斑竹根七